# 佩里 (佛罗里达州)
佩里（英語：Perry），是美国佛罗里达州泰勒縣下属的一座城市。建立于1903年。面积约为24.1平方公里（约合9.3平方英里）。根据2010年美国人口普查，该市有人口7,060人。论人口在本州排行第184。